# Маттеус Гетценауер
Маттеус Гетценауер (нім. Matthäus Hetzenauer; 23 грудня 1924, Бріксен-ім-Тале, Тіроль — 3 жовтня 2004, Бріксен-ім-Тале) — найрезультативніший снайпер німецької армії, єфрейтор, служив у 144-му полку гірських єгерів (нім. Gebirgsjäger) 3-ї гірськострілецької дивізії. На рахунку Гетценауера 345 підтверджених знищень солдатів противника.

## Біографія
Гетценауер пройшов курси підготовки снайперів з 27 березня по 16 липня 1944 року. Використовував гвинтівку.
Брав участь у військових діях проти радянських військ в Карпатах, Угорщини та Словаччини. 6 листопада 1944 отримав осколкове поранення в голову.
Маттеус Гетценауер потрапив в полон до радянських військ, провів в таборах п'ять років. 10 січня 1950 звільнений.
Помер 3 жовтня 2004 після декількох років хвороби.

## Озброєння
- Mauser 98k з 6-кратним оптичним прицілом
- Gewehr 43 з 4-кратним оптичним прицілом

## Нагороди
- Залізний хрест 2-го класу (1 вересня 1944)
- Нагрудний знак «За поранення» в чорному (9 листопада 1944)
- Штурмовий піхотний знак в сріблі (13 листопада 1944)
- Залізний хрест 1-го класу (25 листопада 1944)
- Відзнака снайпера 3-го ступеня (3 грудня, 1944)
- Нагрудний знак ближнього бою в золоті
- Лицарський хрест Залізного хреста (17 квітня 1945) — за поданням командира дивізії Пауля Клатта, підтверджених вищим начальством — командувачем гірничо-єгерськими військами генералом Карлом фон Ле Сьюром і генералом танкових військ Вальтером Нерінгом за феноменальні результати ведення снайперської війни, виявлені на полі бою мужність і стійкість.

## Цікаві факти
- Разом з Гетценауером в одному полку служив другий за результативністю снайпер вермахту Йозеф Аллербергер.